# Giornata scolastica della non-violenza e della pace

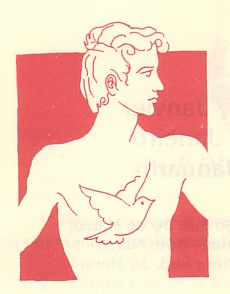
Logo DENIP dal pittore Eulogio Díaz del Corral

La  Giornata scolastica della non-violenza e della pace (Dia Escolar de la No-violència i la Pau, in catalano-balearico, DENIP), è la giornata educativa istituita in Spagna, nel 1964, dal poeta, pedagogo e pacifista maiorchino Llorenç Vidal Vidal (Lorenzo Vidal Vidal).  
Si pratica il 30 gennaio di ogni anno, in occasione dell'anniversario della morte del Mahatma Gandhi, come punto di partenza per una educazione pacificatrice e non-violenta a carattere permanente. 
Diffusa a livello internazionale, è praticata in molti paesi, anche in scuole italiane. Il messaggio da meditare è: Amore universale, non-violenza e pace. L'amore universale è meglio che l'egoismo, la non-violenza è meglio che la violenza e la pace è meglio che la guerra. Nei paesi con calendari scolastici dell'emisfero sud è tenuta il 30 marzo o uno qualsiasi dei giorni vicini. In Italia è stata diffusa e sostenuta da Antonino Drago (pacifista) (Università degli Studi di Napoli e Università di Pisa), dai filosofi e attivisti Aldo Capitini (Università di Perugia) e Lanza del Vasto (Comunità dell'Arca e discepolo diretto di Gandhi), dal Movimento Internazionale di Riconciliazione, ecc. 